# Северногермански съюз
Северогерманският съюз (на немски: Norddeutscher Bund) е създаден през 1867 г. и включва всички немски княжества на север от река Майн. Той е предшественик на Германската империя – 1871 г.
След австро-пруската война от 1866 г. се разпада Германският съюз, който е създаден през 1815 и включва всички земи на Германия. В новия Североногермански съюз се обединяват само княжествата и градовете от Ханзата на север от река Майн. Кралство Бавария и Вюртемберг, а също и Австрия не влизат в този съюз, тъй като в него има хегемония Прусия.
След победата във френско-пруската война от 1871 г., Бавария, Вюртемберг и Баден се присъединяват към съюза. Новото образувание получава названието Германска империя, а Вилхелм I става първият германски император.